# Emilio Castro
Emilio Castro (ur. 2 maja 1927 w Montevideo, zm. 6 kwietnia 2013 tamże) – urugwajski pastor i teolog, przewodniczący Kościoła metodystów w Urugwaju (1970-1972), przewodniczący Komisji Światowej Misji Ewangelizacji w Światowej Radzie Kościołów (1973-1983), sekretarz generalny Światowej Rady Kościołów od 1985 do 1992.